# Reynald Temarii
Reynald Temarii (* 2. Juni 1967 in Tahiti) ist ein Sport-Politiker und ein international bekannter Fußballfunktionär.

## Leben
Temarii wurde zum Mitglied des FIFA-Exekutivkomitees 2002 gewählt und 2007 wurde er FIFA-Vizepräsident. Wegen passivem Bestechungsversuch im Zusammenhang mit der Vergabe der Fußball-Weltmeisterschaften 2018 und 2022 wurde er von der FIFA-Ethikkommission im November 2010 für ein Jahr von allen Aktivitäten und Ämtern im Fußball gesperrt und mit einer Geldstrafe von 5000 Franken belegt.
Von 2004 bis zu seiner Suspendierung durch die FIFA im November 2010 war er Präsident der Oceania Football Confederation (Ozeanische Fußball-Konföderation), eine der sechs Kontinental-Konföderationen der FIFA.